# Schüttorf
Schüttorf (Nedersaksisch: Schüttrup of Schuttrop; Nederlands, verouderd: Schuttorp of Schutterop) is een stad en gemeente in het landkreis Grafschaft Bentheim in de deelstaat Nedersaksen, nabij de grens met Nederland en de deelstaat Noordrijn-Westfalen. De stad Schüttorf maakt met vijf andere gemeenten deel uit van de Samtgemeinde Schüttorf. Sinds 1 november 2011 is Suddendorf een stadsdeel van Schüttorf.

## Geografie

### Ligging en omgeving van Schüttorf
De gemeente Schüttorf ligt in het uiterste zuidwesten van Nedersaksen en in het uiterste westen van Duitsland. De plaats ligt op ongeveer 10 kilometer van de grens met Nederland verwijderd. Landschappelijk is het een overgangsgebied tussen het Emsland en Westfalen. De omgeving van de gemeente is als landelijk gebied te karakteriseren. Middelgrote verzorgingscentra in de nabijheid zijn onder meer Nordhorn en Rheine.
De plaats wordt doorsneden in een zuidoostelijk-noordwestelijke richting door de Overijsselse Vecht, de rivier stroomt in het verdere verloop van de rivier naar Nederland. Schüttorf ligt aan de uitlopers van de Bentheimer Berg, een tot 80 meter hoge zandsteenformatie uit het Krijt.
Noordelijk van Schüttorf bevindt zich een voormalig heidelandschap, dat thans voor een groot deel veranderd is in een akkerbouwlandschap. Nog voor de Eerste Wereldoorlog lagen er in de stad ook heidegebieden. In 1993 werd het laatste heidegebied ontgonnen tot landbouwgebied. Een bijzonderheid was een stuifzandgebied in Schüttorf, waardoor de wijk die op deze plaats is gebouwd in de volksmond Marokko of op zijn Nedersaksisch Witten Over (de witte oever) ging heten.
Hoogbouw is in de stad nauwelijks te vinden. Met de ingebruikname van het knooppunt Schüttorf van de snelwegen 30 en 31 worden vanaf 2004 sneller industriekavels in de nabijheid van het knooppunt opgeleverd. In diverse natuurgebieden die rond de stad liggen komen vele vlinders en insectensoorten voor. Ook worden ijsvogels en kieviten waargenomen.

### Buurgemeenten
De gemeente Schüttorf grenst als onderdeel van de Samtgemeinde Schüttorf aan alle deelnemende gemeenten. Daarnaast grenst de gemeente ook aan Bad Bentheim. In het oosten vormt de gemeentegrens tevens een deel van de grens met het district Eemsland. De gemeente grenst in dit gebied aan de plaats Ahlde, die onderdeel is van de gemeente Emsbüren.

## Bevolking

Bevolkingsontwikkeling van Schüttorf tussen 1945 en 1950), inclusief toename door Heimatvertriebenen

Bevolkingsontwikkeling van Schüttorf tussen 1987 en 2005

Schüttorf telt 12.937 inwoners op een oppervlakte van 19,43 vierkante kilometer (inclusief Suddendorf). In Schüttorf leven 942 buitenlanders, waarvan de grootste groepen door Turken en Nederlanders wordt gevormd: respectievelijk 448 personen en 187 personen.

### Demografie
Het eerste inwoneraantal wordt in een oorkonde van Claus von Tecklenburg uit 1399 genoemd. De plaats telt volgens dit stuk dan minstens 52 burgers. Bij een gemiddelde gezinsgrootte uit die tijd ligt het aantal inwoners tussen de 200 tot maximaal 250. Na de Tweede Wereldoorlog is het aantal inwoners continu blijven stijgen.
Voor Schüttorf zijn er drie momenten van (grote) bevolkingstoename. Ten eerste kwam aan het einde van de 19e eeuw de industriële revolutie opzetten in het gebied, waardoor velen naar de fabrieken in de plaats trokken. Na de Tweede Wereldoorlog kwam er een tweede groeispurt in de bevolkingsgroei, voornamelijk door de ongeveer 2600 Heimatvertriebenen uit voormalig oostelijk Duitsland die door etnische zuiveringen gedwongen werden naar een gebied te vertrekken ten westen van de Oder-Neissegrens. Vanaf het einde van de jaren '90 van de 20e eeuw was er een derde moment van groei, vanwege de lage grondprijs voor het bouwen van een eigen huis. Onder de inwijkelingen bevonden zich ook talrijke Nederlanders.
| Jaar | Bevolking |
| ---- | --------- |
| 1399 | ~250      |
| 1788 | 963       |
| 1820 | 1041      |
| 1830 | 1373      |
| 1841 | 1453      |
| 1860 | 1703      |
| 1871 | 1682      |
| 1890 | 1994      |
| 1900 | 4110      |

| Jaar | Bevolking |
| ---- | --------- |
| 1939 | 5548      |
| 1945 | 4953      |
| 1946 | 6769      |
| 1957 | 7982      |
| 1972 | 9479      |
| 1987 | 9550      |
| 1997 | 11.222    |
| 2005 | 11.711    |

## Geschiedenis
Het gemeentehuis van Schüttorf werd in 1945 in de nadagen van de Tweede Wereldoorlog (één dag voor inname van de stad door de Britse troepen) getroffen door een vliegtuigbom en brandde volledig uit. Hiermee ging ook het stadsarchief van de gemeente verloren, waardoor onderzoek naar de geschiedenis van de plaats moeilijker wordt. Heden ten dage kunnen echter een groot aantal zaken gereconstrueerd worden.

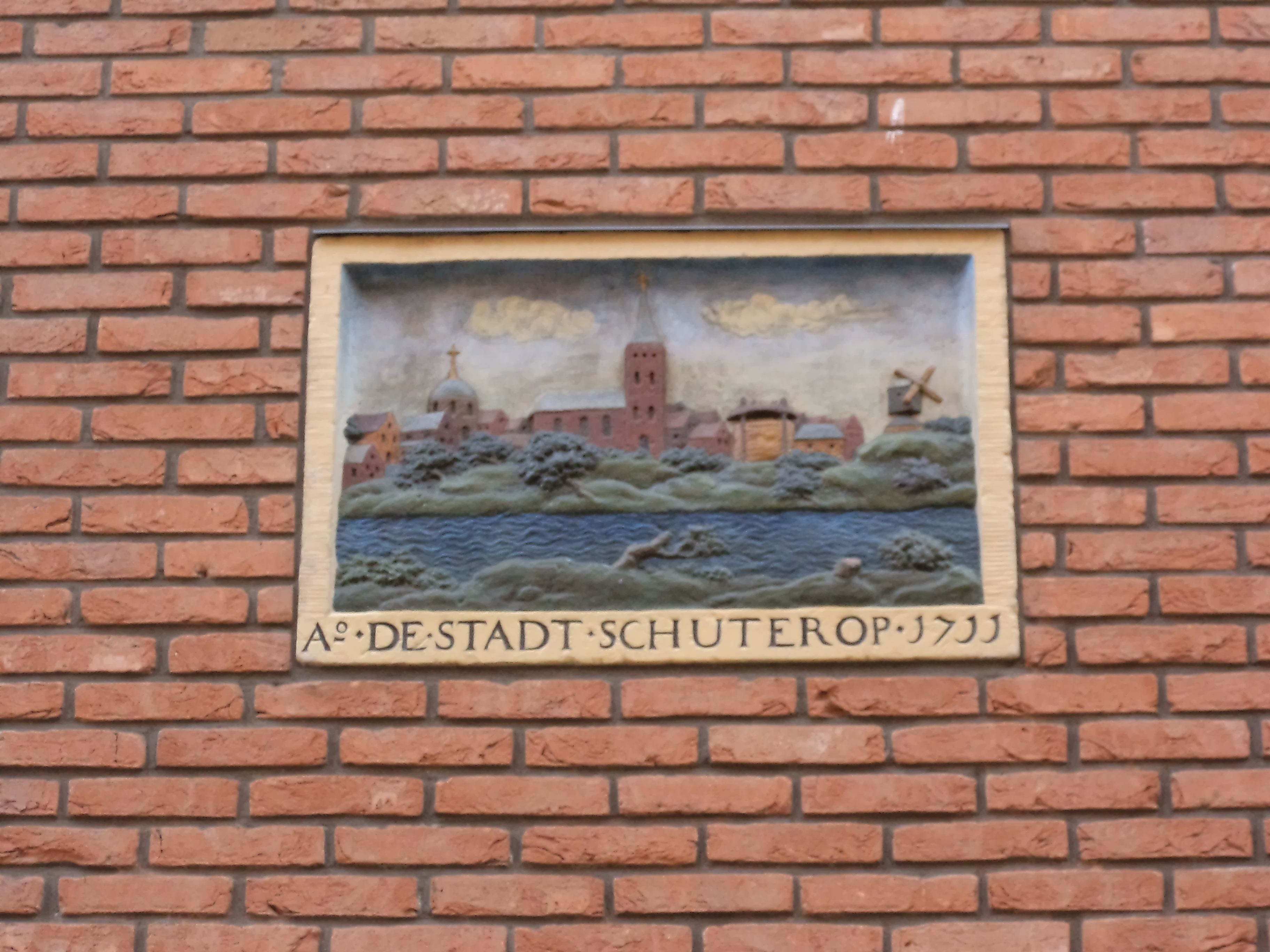
Gevelsteen met stadsaanzicht Schuterop in 1755. Keizerstraat, Amsterdam.

### Stadsrechten

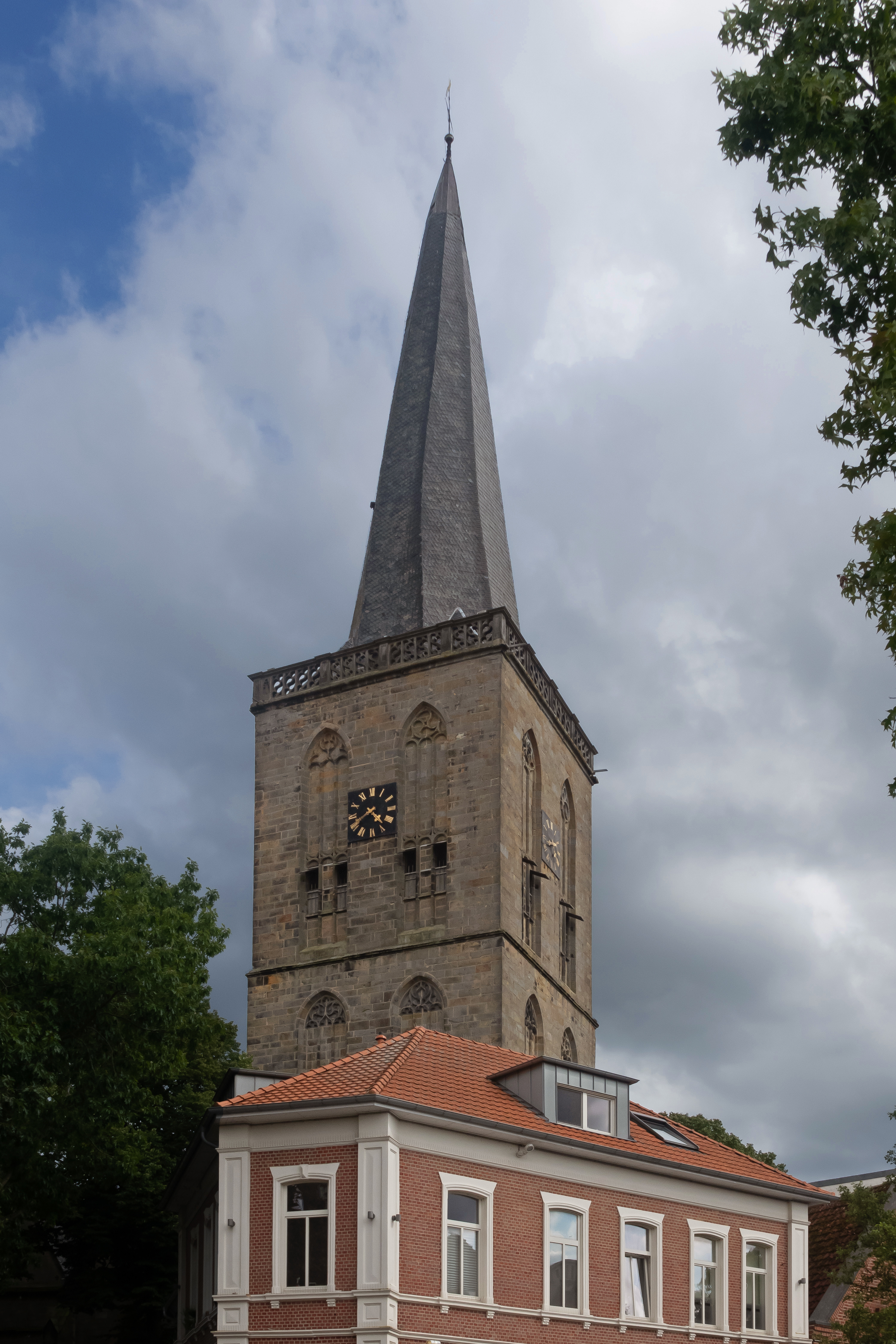
Toren van de protestantse kerk

Schüttorf werd voor de eerste maal schriftelijk vermeld in 1154 als curtis Scutthorp. Het was in het bezit van de Graven van Bentheim. De stadsrechten werden aan Schüttorf verleend op 6 november 1295, op de eerste zondag na Allerheiligen, door Graaf Egbert van Bentheim. De oorkonde is gelukkig bewaard gebleven in het archief van het adellijk geslacht Bentheim (in plaats van het gemeentehuis). Schüttorf is hiermee de oudste stad van het Graafschap Bentheim. In 1295 waren er in een omtrek van 30 km slechts twee andere steden: Horstmar en Oldenzaal. Hierdoor kon de plaats zich ontwikkelen tot belangrijke markt- en overslagplaats. De stad werd lid van de Hanze. Direct na het verlenen van stadsrechten is de stad ommuurd met een stadsmuur.

### Lokale politiek tot aan de Franse tijd
De lokale politiek werd door de Graven van Bentheim aan de burgers van de stad overgelaten. Al snel ontwikkelde zich een bestuurselite uit handelaren en handwerkers. Nieuwe burgers werden op 22 januari van elk jaar in de stad opgenomen. In Schüttorf was het ook mogelijk voor alleenstaande vrouwen het burgerrecht te bekomen. Tot 1555 waren burgers verplicht een Bürgergewinnungsgeld, wat in feite een belasting op het burgerschap was, te betalen. Dit kostte 5 daalder per jaar. Een metselaar verdiende in die tijd zes schellingen per dag, hij moest ongeveer 3,5 dagen voor één daalder werken. Als alternatief werd een andere belasting geheven het zogenaamde "Inwonersgeld", waarvan het tarief veel lager lag. Nadeel was echter dat hieraan geen burgerrechten konden worden ontleend. Vele inwoners betaalden echter dit goedkopere alternatief. Om binnen de muren van de stad te mogen wonen was het voor de burgers als de inwoners verplicht een eed op de stad Schüttorf af te leggen.

### Franse tijd en daarna
Nadat de Franse minister Charles-Maurice de Talleyrand de Graven van Bentheim neutraliteit had gegarandeerd, lapte Napoleon Bonaparte deze aan zijn laars en deelde het graafschap in bij het Hertogdom Berg op 12 juni 1806. Hierop volgde vrijwel onmiddellijk een ingreep in het bestuur van de stad. Op 7 maart 1809 onttrok de minister van binnenlandse zaken Schüttorf de stadsrechten en schiep in plaats hiervan de Municipalité Schüttorf uit de stad en de omliggende gemeenten Quendorf, Wengsel, Suddendorf en Neerlage. Een tegelijkertijd gehouden volkstelling gaf aan dat in de stad 1040 mensen woonden en in het gebied van de gemeente in totaal 2140 inwoners. In 1810 werd de gemeente uitgebreid met de voormalige gemeenten Salzbergen, Hummeldorf en Steide. In de napoleontische tijd valt ook het einde van de lijfeigenschap in de regio. Dit verklaarde Napoleon in een Keizerlijke Ordonnantie van 12 december 1808. In 1813 werden de Fransen verslagen en werd Schüttorf in 1815 onderdeel van het Koninkrijk Hannover. Alle Franse wetten werden onmiddellijk ongeldig verklaard, maar de terugkeer naar de "oude" situatie was zeer moeilijk.
Op 15 mei 1851 bereikte de stad een bericht van het drostambt Osnabrück, om de verplichting door te geven zich aan de stadsverordening van het Koninkrijk te houden. Hierin werd verplicht gesteld dat een stad diende te beschikken over een bezoldigde burgemeester en een eigen stedelijke politiedienst. Schüttorf kon dit echter financieel niet opbrengen. Op 18 september 1852 werd bericht vanuit Osnabrück dat de gemeente werd onderworpen aan de gemeenteverordening van Hannover die deze eisen niet stelde. Ook de annexatie van Hannover door Pruisen en de Rijksgronding van 1871 veranderden niets wezenlijks aan de status van Schüttorf als gemeente.
De belangrijkste rol bij de industrialisatie van Schüttorf speelde de textielindustrie.

### Eerste Wereldoorlog en daarna
De Eerste Wereldoorlog leidde tot een stilstand van de Textielindustrie, die zich in de tussentijd in de stad had ontwikkeld, omdat er geen grondstoffen meer waren. Slechts één bedrijf werd hierdoor niet getroffen, want dat maakte uniformen voor het leger. Dit leidde tot een hoge werkloosheid. De gemeente besloot hierop met eigen geldmiddelen een deel van de heidegebieden rond de stad te ontginnen en ten nutte van de landbouw te laten komen. Dit leidde echter tot een grote belasting voor de gemeentelijke financiën. Door de hoge inflatie was de gemeente gedwongen om noodgeld en broodbonnen uit te geven.
Na de oorlog besloot de gemeenteraad in 1924 een bezoldigd burgemeester aan te stellen als eerste stap naar de terugkeer van het predicaat "stad". Op 28 februari van datzelfde jaar werd Dr. Franz Scheurmann benoemd als eerste bezoldigde burgemeester van Schüttorf. Op 15 juni werd het besluit genomen dat Schüttorf vanaf 1 juli 1924 weer het predicaat "stad" verkreeg, omdat vanaf deze datum de stad een eigen politiedienst kende. Op 1 oktober 1924 richtte de stad een eigen spaarbank op om de spaarzin van de bevolking na de inflatie aan te moedigen.

### Nationaalsocialisme en de Tweede Wereldoorlog
Nadat burgemeester Scheurmann in oktober 1942 na ernstige meningsverschillen met de lokale leiding van de NSDAP werd afgezet, werd hij vervangen en door de districtsleider Josef Ständer van de NSDAP uit zijn ambt gezet. Als zijn opvolger werd Arnold Horstmeier benoemd, die aan Scheurmann een spreek- en stadsverbod oplegde.
Tijdens de Tweede Wereldoorlog had de plaats zwaar te lijden van luchtbombardementen. Na de inname van Bad Bentheim op 3 april 1945, vermoedden de Geallieerden dat zich in Schüttorf zwaar bewapende Duitse soldaten hadden verschanst. Hierop werd de stad blootgesteld aan een artilleriebeschieting met onder andere fosforgranaten. De in Schüttorf gestationeerde Luchtlandingsdivisie (Fallschirmjäger) had zich weten terug te trekken naar Lingen en daarbij de bruggen over de Overijsselse Vecht opgeblazen. Ook werden de elektriciteits- en telefoonleidingen onbruikbaar gemaakt. Op 5 april 1945 werd Schüttorf door Britse troepen bevrijd.
De Britse militaire regering benoemde een tijdelijk burgemeester in de persoon van Bernhard Verwold. Op 25 januari 1946 werd wederom Franz Scheurmann tot burgemeester verkozen.

## Politiek

### Samtgemeinde
| Zetelverdeling gemeenteraad          | Zetelverdeling gemeenteraad |
| Partij/Groepering                    | Zetels                      |
| ------------------------------------ | --------------------------- |
| CDU                                  | 14                          |
| SPD                                  | 11                          |
| Bündnis 90/Die Grünen                | 4                           |
| FDP                                  | 1                           |
| Wählergemeinschaft Bürger für Bürger | 1                           |
| Wählergemeinschaft Schüttorfer Liste | 1                           |

### Gemeenteraad
In de gemeenteraad van Schüttorf had de SPD traditioneel de meerderheid. Sinds de oprichting van een lokale partij (Wählergemeinschaft Bürger für Bürger) in september 1968 lukte het de SPD niet meer de absolute meerderheid in de gemeenteraad te bemachtigen. Sinds de laatste gemeenteraadsverkiezingen, gehouden in 2006, wordt de stad geregeerd door een zogenaamde Jamaica-coalitie. Dit zijn de CDU, Bündnis '90/Die Grünen en de FDP

### Burgemeester
De huidige burgemeester van Schüttorf is Thomas M. Hamerlik, die tegelijk met de gemeenteraad in 2006 is gekozen. Hij is een bezoldigd burgemeester. Zijn voorganger, Karl-Heinrich Dreyer, was een onbezoldigde burgemeester.
| Lijst van burgemeesters van de gemeente Schüttorf | Lijst van burgemeesters van de gemeente Schüttorf                                    |
| Burgemeester                                      | Periode                                                                              |
| ------------------------------------------------- | ------------------------------------------------------------------------------------ |
| Franz Scheurmann (later CDU)                      | 28 februari 1924 – oktober 1942 25 januari 1946 – 5 januari 1949 1952 – oktober 1956 |
| Arnold Horstmeyer (NSDAP)                         | oktober 1942 – april 1945 (benoemd door de districtsleiding van de NSDAP)            |
| Bernhard Verwold                                  | april 1945 – 25 januari 1946 (benoemd door het Britse Militair Gezag)                |
| Johann Wenning (SPD)                              | 5 januari 1949 – 1952 oktober 1956 – 16 oktober 1972                                 |
| Hermann Brinkmann (SPD)                           | 16 november 1972 – 14 november 1988                                                  |
| Karl-Heinz Dreyer (SPD)                           | 16 januari 1989 – 8 november 2006                                                    |
| Thomas Michael Hamerlik (CDU)                     | 8 november 2006 – heden                                                              |

### Jumelage
Schüttorf had tot 2005 een stedenband met de gemeente Vriezenveen (thans Twenterand) in Nederland. De stedenband was een onderdeel van het euregioprogramma. In 2005 werd de stedenband door Vriezenveen opgezegd. Het Nederlands is op de Realschule van Schüttorf een verplicht keuzevak (Wahlpflichtfach).

## Bekende personen

### Ereburger
- Franz Scheurmann (8 mei 1892 - 3 oktober 1964), eerste bezoldigde burgemeester van Schüttorf

### Beroemde (oud)inwoners
- Simon Cziommer (6 november 1980), voetballer
- Johan van den Mynnesten (1425-1504), Duits-Nederlands schilder en kopersteker
- Anne Wenzel (1972), Duitse beeldhouwer, installatiekunstenaar, fotograaf en kunstschilder

## Transport
Ten noordoosten van Schüttorf ligt Knooppunt Schüttorf, waar de Bundesautobahn 30 (Oldenzaal (A1) - Bad Oeynhausen) de Bundesautobahn 31 (Emden - Ruhrgebied) kruist.
Schüttorf heeft een station aan de Spoorlijn Almelo - Salzbergen.